# Consell Econòmic i Social de les Illes Balears
El Consell Econòmic i Social de les Illes Balears és un òrgan consultiu en matèria econòmica i social, establert a l'article 78 de l'Estatut d'Autonomia de les Illes Balears.

## Història
L'article 42 de l'Estatut d'Autonomia de les Illes Balears, introduït mitjançant la reforma feta per la Llei orgànica 3/1999, de 8 de gener, disposa que el Consell Econòmic i Social de les Illes Balears és l'òrgan col·legiat de participació, d'estudi, de deliberació, d'assessorament i de proposta en matèria econòmica i social, i deixa la regulació de la composició, la designació dels membres, l'organització i les funcions a una llei posterior, i amb això s'acompleix el que s'estableix en la norma institucional bàsica de la comunitat.
Mitjançant la Llei 10/2000, de 30 de novembre, es crea el Consell Econòmic i Social de les Illes Balears com a marc estable i permanent de comunicació i diàleg, tant dels agents econòmics i socials entre si, com d'aquests amb l'Administració autonòmica, sense oblidar-ne la configuració com a òrgan de consens i reforç de la participació d'aquests agents en la presa de decisions.

## Funcions
Corresponen al Consell Econòmic i Social de les Illes Balears les funcions següents:
a) Emetre dictamen amb caràcter preceptiu i no vinculant, en relació amb les matèries següents:
Primer. Avantprojectes de llei, tret de l'avantprojecte de llei de pressuposts generals, com també projectes de decret legislatiu, de decret del Govern de
les Illes Balears i de reglament dels consells insulars, independentment de la denominació que adoptin, sempre que els esmentats avantprojectes i projectes regulin de forma directa i estructural matèries socioeconòmiques, laborals i d'ocupació.
Segon. Avantprojectes de llei o projectes de disposicions administratives que afectin substancialment l'organització, les competències o el funcionament
del Consell Econòmic i Social.
Tercer. Qualsevol altra matèria sobre la qual, d'acord amb el que estableix una llei, sigui obligatori consultar-lo.
b) Emetre dictamen amb caràcter facultatiu i no vinculant, en relació amb les matèries següents:
Primer. Projectes d'ordre de les conselleres i dels consellers del Govern de les Illes Balears i de disposicions reglamentàries dels consells insulars, no
inclosos en l'apartat a), incís primer, d'aquest article, que regulin matèries socioeconòmiques, laborals i d'ocupació.
Segon. Qualsevol altre assumpte, quan així ho sol·licitin el Govern o les entitats i les organitzacions que integren el Consell, en la forma que es determini en el Reglament d'organització i funcionament.
c) Elaborar dictàmens, informes o estudis, a sol·licitud del Govern, dels consells insulars o a iniciativa pròpia, sobre qüestions socials, econòmiques i laborals d'interès per a les Illes Balears, respecte de les matèries previstes en aquest article.
d) Emetre un informe anual, amb caràcter previ a l'aprovació de l'avantprojecte de llei de pressuposts generals, on s'inclouran propostes i recomanacions en relació amb el seu contingut.
e) Elaborar i trametre anualment al Govern, dins del primer semestre de cada any, una memòria, en la qual retrà compte de les activitats realitzades i podrà exposar els suggeriments i les observacions que consideri oportunes en relació amb la situació socioeconòmica i laboral de les Illes Balears.
f) Elaborar el seu reglament d'organització i funcionament.
g) Elaborar anualment la proposta de pressuposts del Consell Econòmic i Social.
h) Promoure i dur a terme iniciatives relacionades amb l'estudi i la difusió de matèries socioeconòmiques, laborals i d'ocupació.
i) Qualsevol altra assignada per llei.
2. El Consell Econòmic i Social, a través de la seva presidència, pot sol·licitar tota la informació complementària sobre els assumptes que se li sotmetin a consulta, sempre que aquesta informació sigui necessària perquè n'emeti el dictamen. Així mateix, pot demanar el parer d'institucions, d'entitats o de persones amb notòria competència tècnica en les matèries relacionades amb els assumptes sotmesos a consulta.
3. Amb caràcter previ a l'emissió de dictàmens, informes o estudis el Consell Econòmic i Social podrà obrir un tràmit d'audiència per tal que hi participin, segons la matèria tractada, les organitzacions sindicals i empresarials que no formin part del Consell i que siguin representatives en un sector productiu o laboral específic en l'àmbit de les Illes Balears, ja que superen el deu per cent dels delegats sindicals o de la representativitat empresarial. Aquest tràmit serà preceptiu en els supòsits prevists a les lletres b) i c) de l'apartat 1 d'aquest article.
4. A l'efecte de determinar les matèries socioeconòmiqes, laborals i d'ocupació, que componen l'àmbit material de les funcions del Consell Econòmic i Social, s'hi entenen incloses totes aquelles que són pròpies de les organitzacions més representatives dels treballadors i dels empresaris i que afectin, entre d'altres, el desenvolupament regional, l'economia i els sectors productius, la fiscalitat, les relacions laborals i la seguretat i la salut laboral, la responsabilitat, la recerca, l'economia social, l'educació, les competències i la formació professional, la sanitat i el consum, l'habitatge, el medi ambient, l'ordenació territorial, els serveis socials i la família.
5. Queda exclòs el dictamen preceptiu respecte dels avantprojectes de llei, projectes de decret legislatiu i de decret del Govern de les Illes Balears, així com de reglament dels consells insulars, independentment de la denominació que adoptin, que tractin de matèries socioeconòmiques, laborals i d'ocupació en els casos següents:
a) Quan es tracti de disposicions normatives que no regulin de manera directa i estructural matèries socioeconòmiques, laborals i d'ocupació, sempre que no afectin directament les institucions i els òrgans en els quals s'exerceix el dret a la participació institucional de les organitzacions empresarials i sindicals més representatives.
b) Quan es tracti de disposicions reglamentàries excloses del tràmit d'audiència per raons que s'han de fer constar al llarg del procés d'elaboració de la norma, per l'òrgan que en faci l'impuls.
c) Quan suposin la modificació o la reforma puntual, indirecta i no estructural de normes que hagin estat sotmeses a dictamen preceptiu del Consell Econòmic i Social.

## Composició
El Consell Econòmic i Social està integrat per un total de trenta-set membres, que han de tenir la condició política de ciutadanes o ciutadans de les Illes Balears, d'acord amb la distribució següent:
a) El president o la presidenta.

b) El grup I està integrat per dotze membres en representació de les organitzacions empresarials més representatives en l'àmbit de la comunitat autònoma.

c) El grup II està integrat per dotze membres en representació de les organitzacions sindicals més representatives en l'àmbit de la comunitat autònoma.

d) El grup III està integrat per dotze membres que es distribueixen de la manera següent:

− Una persona representant del sector agrari.

− Una persona representant del sector pesquer.

− Una persona representant del sector d'economia social.

− Una persona representant de les associacions de persones consumidores i usuàries.

− Una persona representant de la Universitat de les Illes Balears.

− Una persona representant de les organitzacions representatives dels interessos de les entitats locals.

− Una persona representant de les associacions i organitzacions que tinguin com a finalitat principal la protecció del medi ambient.

− Cinc persones expertes en matèria econòmica i social i mediambiental, elegides entre persones amb especial preparació i de prestigi reconegut en l'àmbit
corresponent: quatre a proposta dels consells insulars i una a proposta del Govern de les Illes Balears.

## Modificacions
Llei 11/2002, de 23 de desembre, de mesures tributàries i administratives BOIB núm. 156 de 2002 
Llei 5/2009 de 17 de juny, de modificació de la llei 10/2000 de 30 de novembre, del Consell Econòmic i Social BOIB núm. 93 de 2009
Llei 9/2011, de 23 de desembre, de pressuposts generals de la comunitat autònoma de les Illes Balears per a l'any 2012 BOIB núm. 195 Ext. de 2011
Llei 16/2012, de 27 de desembre, per la qual se suspenen la vigència de la llei 10/2000, de 30 de novembre, del Consell Econòmic i Social de les Illes Balears, i el seu funcionament BOIB núm. 195 de 2012
Acord del Consell de Govern de 29 d'abril de 2016 pel qual es deixen sense efecte les suspensions de la Llei 16/2012, de 27 de desembre, per la qual se suspenen la vigència de la Llei 10/2000, de 30 de novembre, del Consell Econòmic i Social de les Illes Balears, i el seu funcionament BOIB núm. 54 de 2016 
Llei 1/2019, de 31 de gener, del Govern de les Illes Balears BOIB núm. 15 de 2019